# Mad Brilliant
Mad Brilliant es el único álbum que publicó la banda estadounidense Ghost of the Robot.

## Listado de canciones
1. Liar
2. Vehicles Shock Me
3. Dangerous
4. David Letterman
5. Angel
6. Valerie
7. Mad Brilliant
8. Call 911
9. Blocking Brainwaves
10. German. Jewish.
11. Good Night Sweet Girl

- Datos: Q1137266